# Joseph Muscat
Joseph Muscat (Pietà, 1974. január 22. –) máltai politikus, 2013 és 2020 között miniszterelnök.

## Élete
1974-ben született Pietà városában. Iskoláit San Pawl il-Baħarban és Birkirkarában végezte. Az egyetemen szakpolitikát és európai tudományokat hallgatott, 2007-ben szerzett vezetésmenedzsment PhD-t a bristoli egyetemen. Tanulmányai mellett 1992-től 1997-ig újságíróként és hírszerkesztő-helyettesként dolgozott egy magán rádióállomásnál. Később dolgozott piackutatási menedzserként és befektetési tanácsadóként is.
Felesége Michelle Tanti, akivel két ikerlányuk született, Etoile Ella és Soleil Sophie.

## Politikai pályája
1994-ben, huszonegy évesen választották be a Munkáspárt országos vezetésébe amelynek 2001-ig volt tagja, ezután a párt oktatási titkára 2004-ig. 1997 és1998 között a Pénzügyi Erkölcs Országos Bizottságának tagja. 2004-ben beválasztották az Európai Parlamentbe, amelynek 2008-ig volt tagja. Ebben az évben választották a párt elnökévé, ezt a tisztet 2010-ig töltötte be. 2008 és 2013 között az ellenzék vezetője, a párt országos választmányának elnöke.
A 2013. március 10-én tartott választásokon pártja megszerezte a többséget, így azóta Málta miniszterelnöke.
Muscat 2017. május 1-én közel egy évvel mandátumának lejárta előtt előrehozott választásokat írt ki június 3-ra, miután napvilágra került, hogy felesége egy panamai offshore cégen keresztül mozgatott pénzeket.

## Kitüntetései
- Az Év Kiemelkedő Fiatal Személyiségei (2006)